# Kaperung der President
Die Kaperung der President war eine von vielen Seegefechten am Ende des Britisch-Amerikanischen Krieges. Die Fregatte President versuchte, aus dem New Yorker Hafen auszubrechen, wurde aber von einem britischen Geschwader aus vier Kriegsschiffen abgefangen und zur Kapitulation gezwungen.

## Vorgeschichte
Die President war während des Britisch-Amerikanischen Kriegs ein Hauptziel der Royal Navy, da die Briten sich nach der Little-Belt-Affäre in ihrer Ehre beleidigt fühlten.
Durch Napoleons gescheiterten Russlandfeldzugs, und der dadurch nachlassenden Gefahr einer Invasion, war es der Royal Navy möglich britische Schiffe aus europäischen Gewässern abzuziehen und eine strikte Blockade gegen die Vereinigten Staaten zu verhängen. Die Blockade der amerikanischen Häfen wurde bis zum Sommer 1813 immer weiter verschärft, sodass die meisten amerikanischen Schiffe in ihren Häfen bleiben mussten. Um die Blockade zu durchbrechen, wurde Kommodore Stephen Decatur damit beauftragt mit der United States und dem Prisenschiff Macedonian aus New York auszubrechen. Als er am 1. Juni 1813 in See stach, traf er jedoch auf ein starkes britisches Geschwader unter dem Kommando von Thomas Masterman Hardy, das ihn nach New London trieb. Um die beiden Schiffe vor britischen Freibeutern zu sichern, entfernte man ihre Kanonen und schleppte sie den Thames River flussaufwärts. Just zur gleichen Zeit wurde die Chesapeake gekapert, was bedeutete, dass an einem einzigen Tag fast die Hälfte aller amerikanischen Schiffe von den britischen Streitkräften kampfunfähig gemacht wurden. Bis 1814 bestand die US-Navy somit nicht mehr als aus ein paar Sloops. Die Essex war gekapert, die Columbia, die Boston, die Adams und die New York waren zerstört und die United States, die Macedonian, die Constitution, die Congress, und die Constellation waren blockiert. Anfang 1814 unternahm Decatur einen weiteren Versuch, mit der United States auszubrechen, kehrte aber um, da er befürchtete, dass pro-britische Zivilisten vor Ort blaue Lichter anzündeten, um die Blockierer zu alarmieren. Um die Blockade endgültig zu durchbrechen, wechselte er im Mai auf die schnellere President. Am 1. Dezember 1814 ernannte Marineminister William Jones, ein überzeugter Befürworter der Küstenverteidigung, Decatur zum Leiter eines Vierergeschwaders, das aus der President, sowie der Hornet, einer Sloop mit 20 Kanonen, der Peacock mit 22 Kanonen und der Tom Bowline mit 12 Kanonen bestand. Im Januar 1815 wurde dann Decaturs Geschwader mit einer Mission in Ostindien beauftragt.
In der Zwischenzeit wurde das britische Blockadegeschwader vor New York weiter aufgestockt und bestand nun aus dem ehemaligen Linienschiff Majestic, das zu einer 32-Pfünder-Fregatte umgebaut worden war, der 24-Pfünder-Fregatte Forth und den 18-Pfünder-Fregatten Pomone und Tenedos. Durch die hohen Verluste bei dem Versuch das Kaperschiff Prince de Neufchatel aufzubringen, und aufgrund der Tatsache, dass die Endymion zu diesem Zeitpunkt ein altes Schiff war (Baujahr 1797), rechnete Kapitän Henry Hope damit, nach Großbritannien zurückbeordert zu werden. Zu seiner Überraschung befahl Admiral Henry Hotham jedoch, die Endymion auf der nordamerikanischen Station zu belassen, da sie das schnellste Schiff der Royal Navy war. Er ordnete an, eine Ersatzmannschaft von der 56-Kanonen-Razee Saturn abzuziehen. Hope nahm ungewöhnliche Mühen auf sich, um seine neue Besatzung in Erwartung eines bevorstehenden Gefechts zu trainieren, wobei er dieselben Methoden wie Philip Broke auf der Shannon anwandte. Die Kombination aus ihrer Manövrierfähigkeit, ihrer Geschwindigkeit, ihrer Bewaffnung und der Ausbildung der Besatzung bedeutete, dass die Endymion besser auf ein Gefecht vorbereitet war als die meisten anderen Fregatten. Die Endymion ersetzte ihr neueres Schwesterschiff Forth als Blockadeschiff, so dass das Geschwader von Hayes nun aus Majestic, Endymion, Pomone und Tenedos bestand.

## Ausbruch
Die President befand sich zusammen mit der Peacock, der Hornet sowie dem Schoner Tom Bowline Anfang 1815 im Hafen von New York. Die Fregatten bereiteten sich darauf vor, die britische Blockade zu durchbrechen und zu Kaperfahrten gegen britische Handelsschiffe aufzubrechen. Als am 13. Januar ein Schneesturm aus Nordwesten aufzog, und die britischen Schiffe nach Südosten trieb, beschloss Decatur die Situation auszunutzen, indem er allein mit der President ausbrach. Sein Plan sah vor, dass die kleineren Kriegsschiffe später auslaufen und sich mit der President vor Tristan da Cunha im Südatlantik treffen würden.
Doch Decatur erlebte eine Katastrophe. Er hatte Kanonenbooten, die als Lotsen dienen sollten, befohlen, die sichere Durchfahrt durch die Untiefe mit verankerten Booten an der Hafenmündung zu markieren, was aber nicht ordnungsgemäß geschah. Dies führte dazu, dass die President auf einer Sandbank auflief und dort fast zwei Stunden lang festsaß, während sie Wind und schwerer See ausgesetzt war. Als sie befreit wurde, hatte sich bereits ein Teil der Kupferbeplankung vom Rumpf abgelöst, und Teile der Masten waren beschädigt. Da der Sturm abflaute, aber die Winde immer noch sehr stark waren, entschied Decatur, dass es für die President unmöglich war, in den Hafen zurückzukehren. In der Hoffnung, dem Feind in der Dunkelheit entkommen zu können, setzte er Kurs nach Osten, dicht an der Küste von Long Island, bevor er nach 50 Seemeilen nach Südosten abdrehte.

## Gefecht
Am Morgen des 14. Januar sichteten die Amerikaner die britischen Schiffe. Decatur drehte sofort nach Lee ab und versuchte, durch leichterwerden seines Schiffes an Geschwindigkeit zu gewinnen. Auf Grund des Gewichtsvorteiles und dem nachlassenden Wind konnte er schnell Fahrt gutmachen.
Gegen 8:00 Uhr befand sich Decatur 5 Seemeilen voraus mit Kurs Nord-Ost. In Erwartung, dass Decatur möglicherweise nach Süd-Osten abdrehen könnte, befahl Hayes der Pomone nach Lee abzudrehen, um der President den Weg abzuschneiden. Gegen Mittag konnte Decatur britische Fregatten an Backbord und Steuerbord der President und zwei weitere direkt achtern ausmachen. Nachdem sie sich von der Majestic absetzen konnte, sah Decatur ein weiteres großes Schiff herankommen. Decatur reagierte, indem er alles über Bord werfen ließ, was nicht unbedingt nötig war, um das Schiff zu entlasten. Immerhin hatte er den Wind fast genau von achtern. Doch die Endymion konnte ihren Abstand beträchtlich verringern, als sich am Nachmittag der Wind drehte.

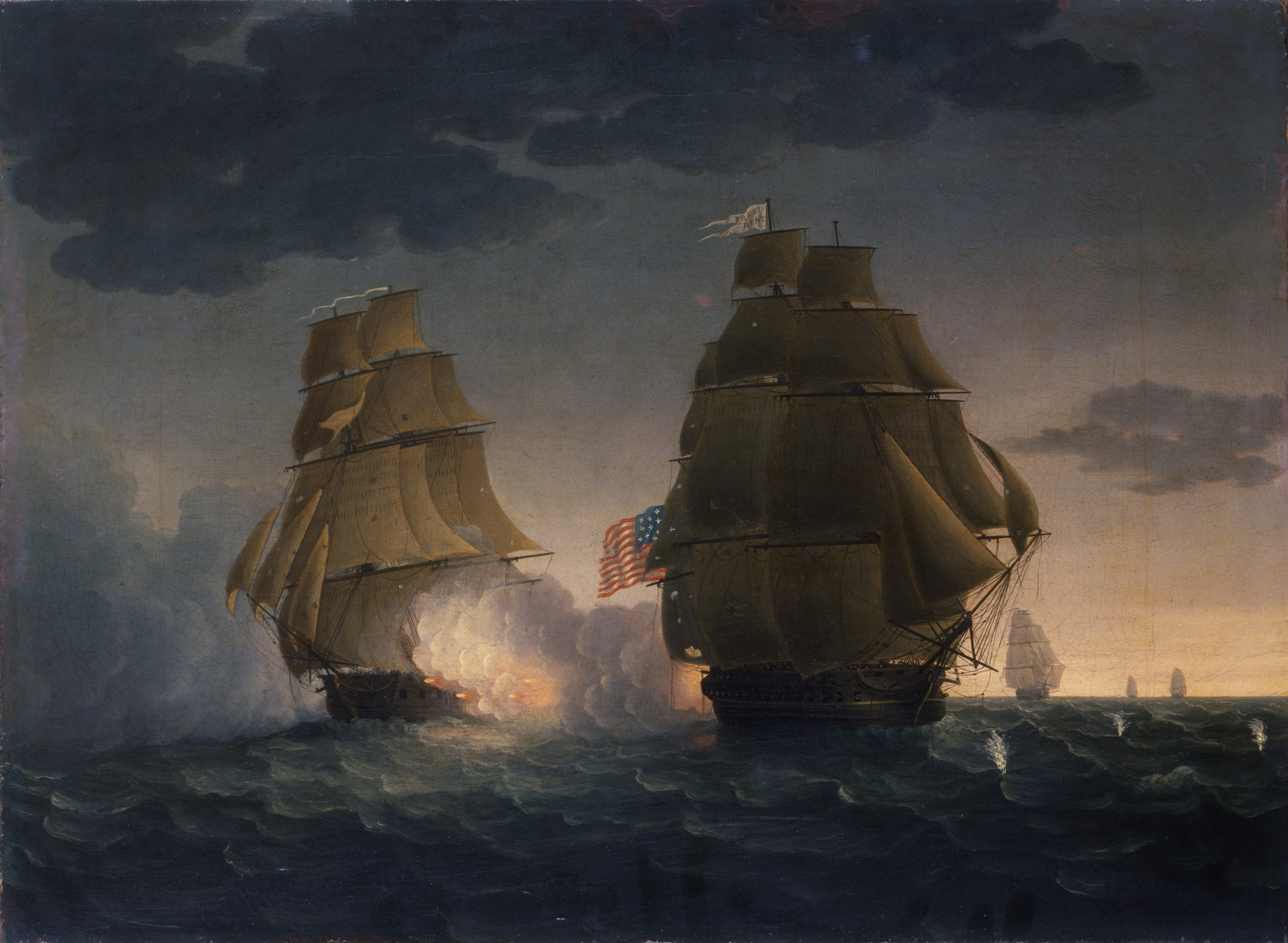
President (rechts) greift Endymion (links) mit ihren Heckgeschützen an

Mit Decatur in besserer Schussposition war Hope gezwungen sich auf einen Nahkampf einzulassen. Die Amerikaner schlugen um 14.39 Uhr zuerst zu, ein Schuss beschädigte die Takelage, durchschlug das Achterdeck, und blieb im Hauptdeck stecken, ohne weitere Schäden zu verursachen. Während sich die Schiffe langsam immer weiter näherten, versuchte man die jeweilige Takelage des anderen zu zerstören. Gegen 17.00 Uhr brachte Kapitän Henry Hope die Endymion auf Steuerbord achteraus der President in einem Abstand von 100 m in Stellung.
Für mehr als eine halbe Stunde ließ Decatur das Feuer der Endymion über sich ergehen in der Hoffnung, dass der Feind querab zu ihr aufschließen würde, wo die überlegene Feuerkraft den Ausschlag geben würde. Hope, der sich dieser Tatsache bewusst war, ließ die Endymion ständig zwischen Steuerbord und Backbord achteraus der President gieren und in ihre Takelage feuern. Die erste Breitseite schlug auf dem Hauptdeck ein genau dort, wo Decatur stand. Ein großer Splitter traf ihn in die Brust und warf ihn um, ein anderer schnitt ihm in die Stirn. Sein Oberleutnant, der neben ihm stand, wurde von einem Splitter am Bein getroffen und durch die Luke der Offiziersmesse geschleudert. Hope wiederholte dieses Manöver gleich dreimal und richtete dabei beträchtlichen Schaden an. Um 17.30 Uhr beobachtete Hope, wie die President den Besan aufgeien ließ und versuchte in südliche Richtung beizudrehen. Decaturs plötzlicher Kurswechsel brachte beide Schiffe querab zueinander. Während die beiden Schiffe auf parallelem Kurs richtig Süden fuhren, konterte Hope jeden Versuch Decaturs, den Abstand zu verringern. Da er seinen Gegner nicht zu fassen bekam, feuerte Decatur weiter auf die Takelage der Endymion, während Hope sein Feuer auf das Geschützdeck der President konzentrierte. Um 18.40 Uhr setzte die President einen Kurs am Wind und erhielt sofort zwei Breitseiten in ihr Heck Von 19.15 bis 19.30 Uhr tauschten beide Schiffe weitere Breitseiten aus. bei dem die Endymion Teile des Großsegels. die Backbordleesegel und die Großbrasse verlor.

### Kapitulation
Zwischen 19.40 und 19.50 löste sich die President von der Endymion und stellte das Feuer ein. Gegen 20 Uhr hisste man an Bord der President ein Licht in ihrer Takelage um die Kapitulation anzuzeigen. Die Takelage der President war in einem so erbärmlichen Zustand, dass sie dem Rest des britischen Geschwaders, das bald in Sichtweite sein würde, nicht mehr entkommen konnte. Die Schäden an ihrem Rumpf waren jedoch weitaus gravierender, ihr Laderaum stand unter Wasser, 10 der 15 Stückpforten an Steuerbord waren von Kugeln getroffen worden, und sechs der Geschütze waren entweder zerstört oder beschädigt. Nach der Kapitulation der President stellten die Briten wie üblich das Feuer ein und drehten zu Reparaturen bei. Auf Grund der Tatsache, dass die Briten über keine brauchbaren Beiboote verfügten, um die President in Besitz zu nehmen, unternahm Decatur trotz gestrichener Flagge gegen 20:30 Uhr einen letzten Fluchtversuch. Die Endymion beendete eilig die Reparaturen und nahm die Verfolgung um 20.52 Uhr wieder auf. Um 21.05 Uhr trafen die Pomone und die Tenedos auf die schwer beschädigte President. Ohne von den bereits beendeten Kampfhandlungen zu wissen, feuerte die Pomone zwei Breitseiten auf die Amerikaner ab, woraufhin Decatur signalisierte, dass er sich bereits ergeben habe. Kurz darauf nahm Kapitän Lumley von der Pomone die President in Besitz. Decatur befahl, sein Schwert an den Kapitän des „schwarzen Schiffes“ zu schicken – eine Anspielung auf die Endymion, die ungewöhnlicherweise ganz in schwarz gestrichen war. Britischen Berichten zufolge hatte die President 35 Tote und 70 Verwundete und die Endymion 11 Tote und 14 Verwundete zu beklagen.

## Nachwirkungen
Die beschädigte Endymion und die President segelten gemeinsam nach Bermuda, das sie trotz eines heftigen Sturms, der beide Schiffe entmastete, sicher erreichten. Bald darauf erhielt man die offizielle Meldung, dass der Krieg beendet sei. Beide Schiffe trafen am 28. März 1815 in Spithead ein, wo sie von einer Menge Schaulustiger empfangen wurden, die sich von der ungleichen Stärke der beiden Schiffe und der Größe der amerikanischen Fregatten überzeugen konnten, die sich im Krieg tapfer geschlagen hatten. Am 18. Januar 1815 nahm sich Kommodore Decatur an Bord der Endymion die Zeit, dem Marineminister Benjamin Crowninshield über seine Verluste und die Schwierigkeit, genaue Zahlen zu nennen, zu berichten:

„Von unseren Verlusten an Gefallenen und Verwundeten bin ich nicht in der Lage, Ihnen eine korrekte Aufstellung vorzulegen, da die Aufmerksamkeit unseres Chirurgen Dr. Samuel R. Trevett so sehr auf den Verwundeten lag, dass er nicht in der Lage war, eine korrekte Angabe zu machen … die beigefügte Liste mit der Ausnahme, dass sie, wie ich fürchte, zu kurz für die [Sterbenden] ist, wird als korrekt angesehen werden.“

Die Briten nahmen die President kurzzeitig als 50-Kanonen-Schiff (später 60-Kanonen-Schiff) vierten Ranges als HMS President in die Royal Navy, wrackten das baufällige Schiff jedoch 1818 ab. Später bauten sie eine Fregatte mit 60 Kanonen, die sie 1829 ebenfalls nach dem Vorbild des erbeuteten Schiffes President nannten. Dieses Schiff unter dem Kommando von George Cockburn diente als politisches Statement, um die Vereinigten Staaten an ihre größten Verluste im Krieg von 1812 zu erinnern.